# Surengede (Kertek)
Surengede is een bestuurslaag in het regentschap Wonosobo van de provincie Midden-Java, Indonesië. Surengede telt 3261 inwoners (volkstelling 2010).